# Stazione Sant’Oliva
Stazione Sant'Oliva vasútállomás Olaszországban, Licata településen.

## Vasútvonalak
Az állomást az alábbi vasútvonalak érintik:
- Caltanissetta Xirbi-Gela-Siracusa-vasútvonal

## Kapcsolódó állomások
A vasútállomáshoz az alábbi állomások vannak a legközelebb:
- Favarotta railway station
- Stazione di Licata